# Nefrytowe Wrota

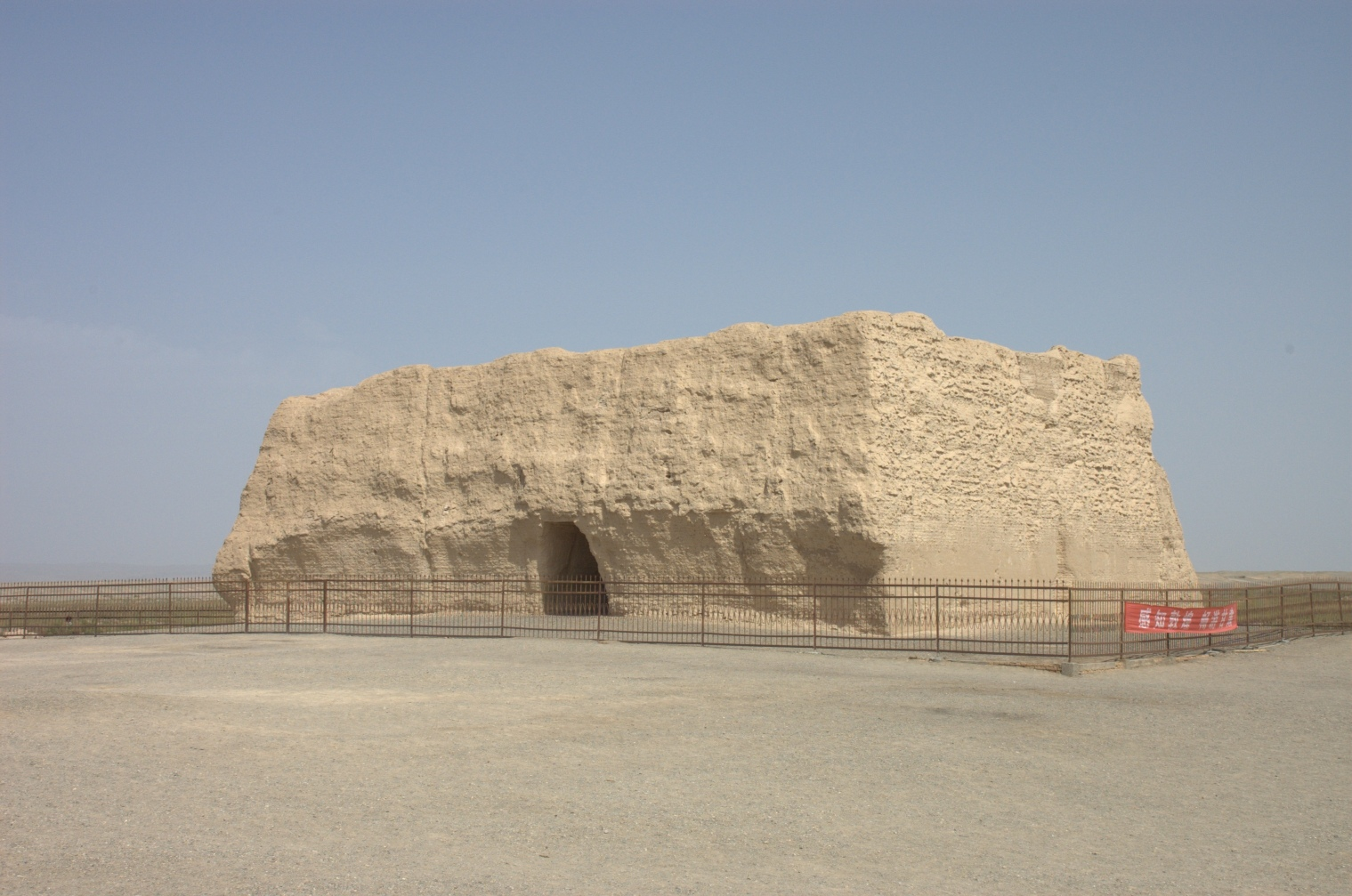
Ruiny Yumenguan

Nefrytowe Wrota (chiń. upr. 玉门关; chiń. trad. 玉門關; pinyin Yùménguān) – dawna forteca znajdująca się na północny wschód od Dunhuangu w prowincji Gansu w Chinach, która, podobnie jak pobliska twierdza Yangguan, została wzniesiona za rządów dynastii Han w celu ochrony ważnej strategicznie drogi na zachód. Przez wiele wieków stanowiła punkt graniczny między cesarstwem chińskim a położonymi na zachodzie terenami zamieszkanymi przez koczowników.
Została zbudowana na polecenie cesarza Wudi (panował w latach 141–87 p.n.e.). Władca chciał ustabilizować sytuację w rejonie korytarza Gansu (Hexi) i wzmocnić ochronę zachodniej granicy państwa, gdyż były to obszary narażone na najazdy plemion koczowniczych. Budynek pełnił także funkcję strażnicy na Jedwabnym Szlaku. Ponieważ przez fortecę wwożono do wewnętrznych rejonów Chin nefryty z Sinciangu otrzymała ona nazwę Yumenguan, co znaczy "Forteca Nefrytowej Bramy".
Budowla powstała na planie prostokąta o wymiarach 24×26,4 m. Wzniesiona z ubitej ziemi forteca osiąga wysokość prawie 10 m i posiada dwie bramy – północną i zachodnią. Mury mają grubość od 3,7 do 4 m. Na szczycie murów znajduje się droga, wzdłuż której ciągnęły się dawniej zębate występy wieńczące ściany. W południowo-wschodnim rogu fortecy mieści się specjalna rampa umożliwiająca wejście na mury.